# خوسيه مارتي

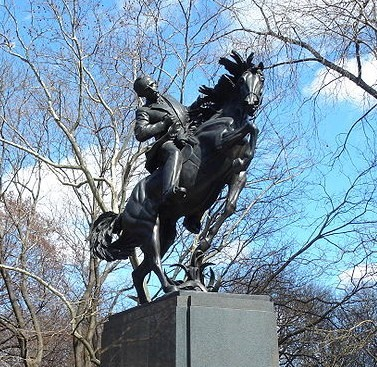
تمثال خوسيه مارتي ممتطياً جواد في حديقة سنترال بارك في نيويورك

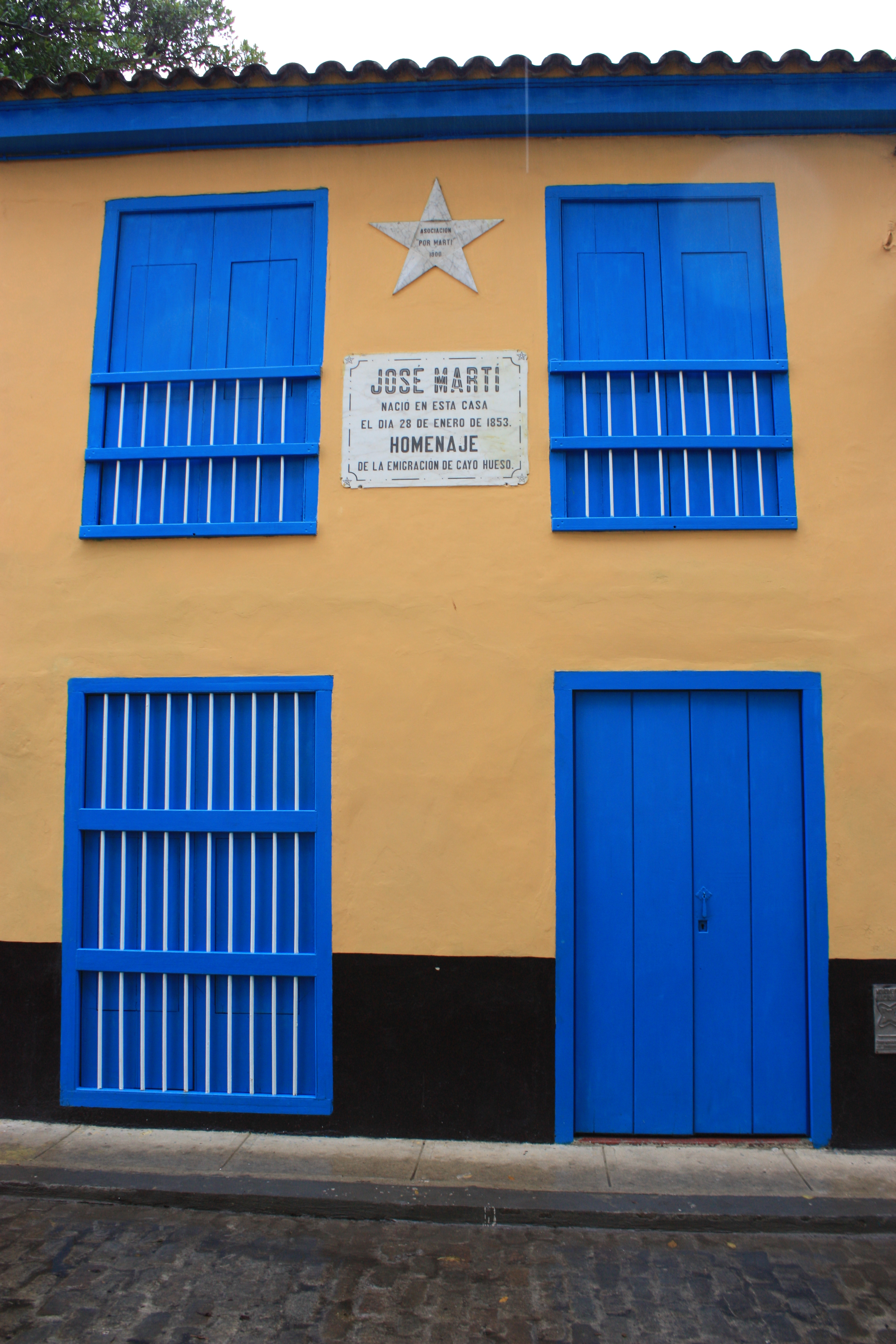
شارع 41 باولا، هافانا، مسقط رأس خوسيه مارتی

خوسيه خوليان مارتي بيريز (بالإسبانية: José Julián Martí Pérez) سياسي جمهوري ديمقراطي ومفكر وصحفي وفيلسوف وشاعر كوبي من أصل إسباني، ولد في هافانا في 28 يناير عام 1853، وتوفي في 19 مايو عام 1895. واعتبره الكثيرون بمثابة رسول الاستقلال الكوبي. يعد خوسيه مارتي أحد الأبطال الوطنيين في بلاده. وينتمي مارتي لتيار الحداثة. ورغم أنه لم يَثْبُت أنه زار أي دولة عربية، إلا أنه كان معجبا بالحضارة الإسلامية وكان كثير الإشادة والإعجاب بالعرب، وظهر ذلك في أعماله التي بلغ مجموعها 28 مجلدا، فيقول مارتي عن العرب: «إنهم كائنات رشيقة جذابة، تكوّن شعبًا هو الأكثر نبلا وأناقة على وجه البسيطة..».
والمدهش في اهتمامه بالعرب أنه قبل أن يكمل السادسة عشرة من عمره كان قد ألَّف مسرحيته الشعرية الأولى التي سماها مسرحية عبد الله، والبطل هو شاب مصري يدعى عبد الله من النوبة، وجميع أبطاله من العرب الذين يشتركون مع الشعب الكوبي في نضاله ضد المستعمر الإسباني، بل إن مارتي يؤلف ديوانا شعريا بعنوان إسماعيل الصغير، الذي هو أبو العرب ابن إبراهيم، ويخص العرب بإشارات كثيرة فيه. ومن الشخصيات العربية.
ومن أقواله عن الأوروبيين البيض: «ذلك هو منطقهم: أن يعلي قيمة بلطجي أيرلندي أو مرتزق هندي ممن خدم الدول الأوروبية على حساب عربي من المتبصرين في الأمور، المترفعين عن الدنايا، والذين لا تثبط عزمهم هزيمة، ولا يعرفون التخاذل حيال الفارق العددي بينهم وبين أعدائهم، بل يدافعون عن أرضهم ورجاؤهم على الله».

## معرض

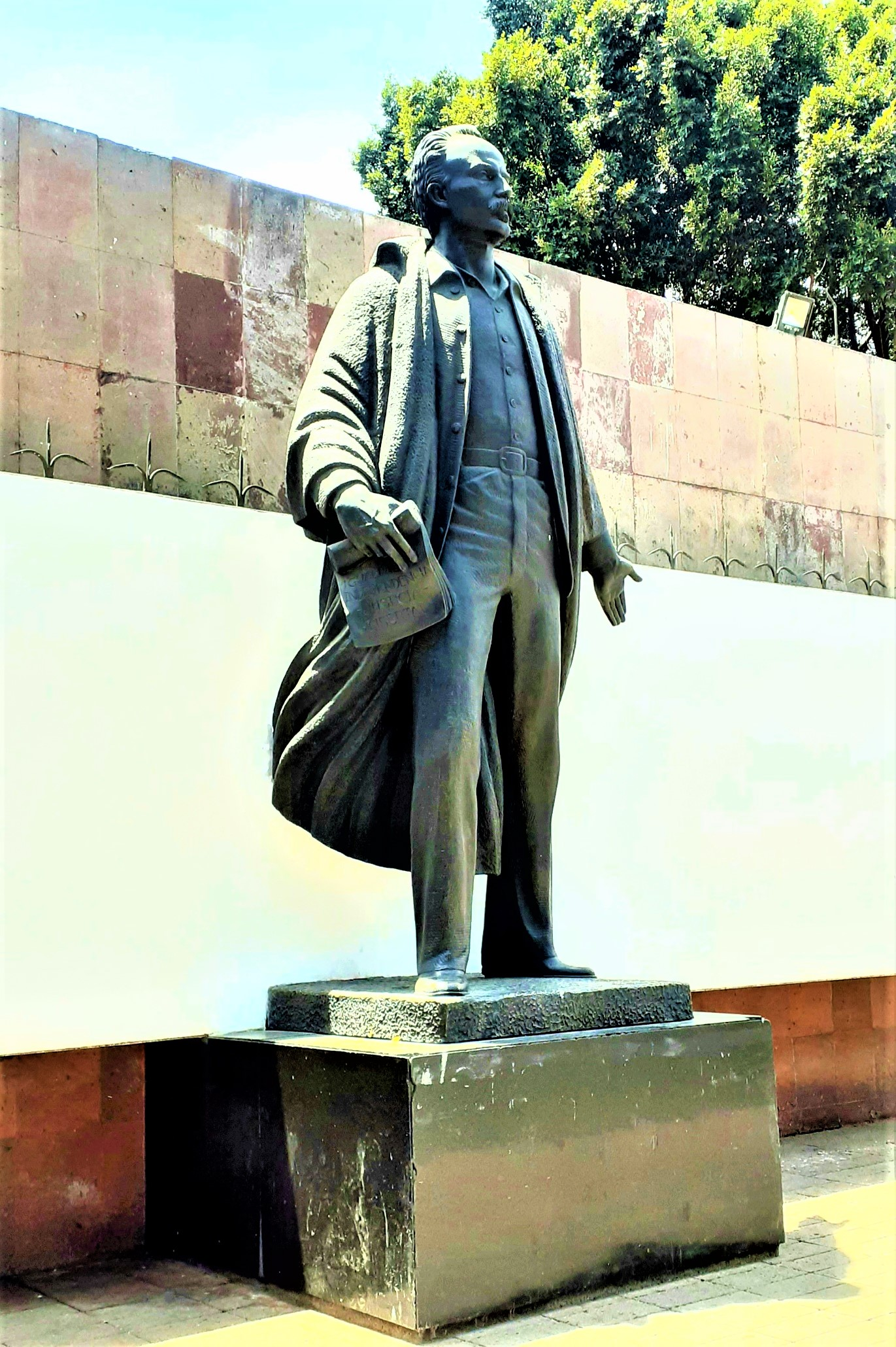
نصب خوسيه مارتي في مكسيكو سيتي
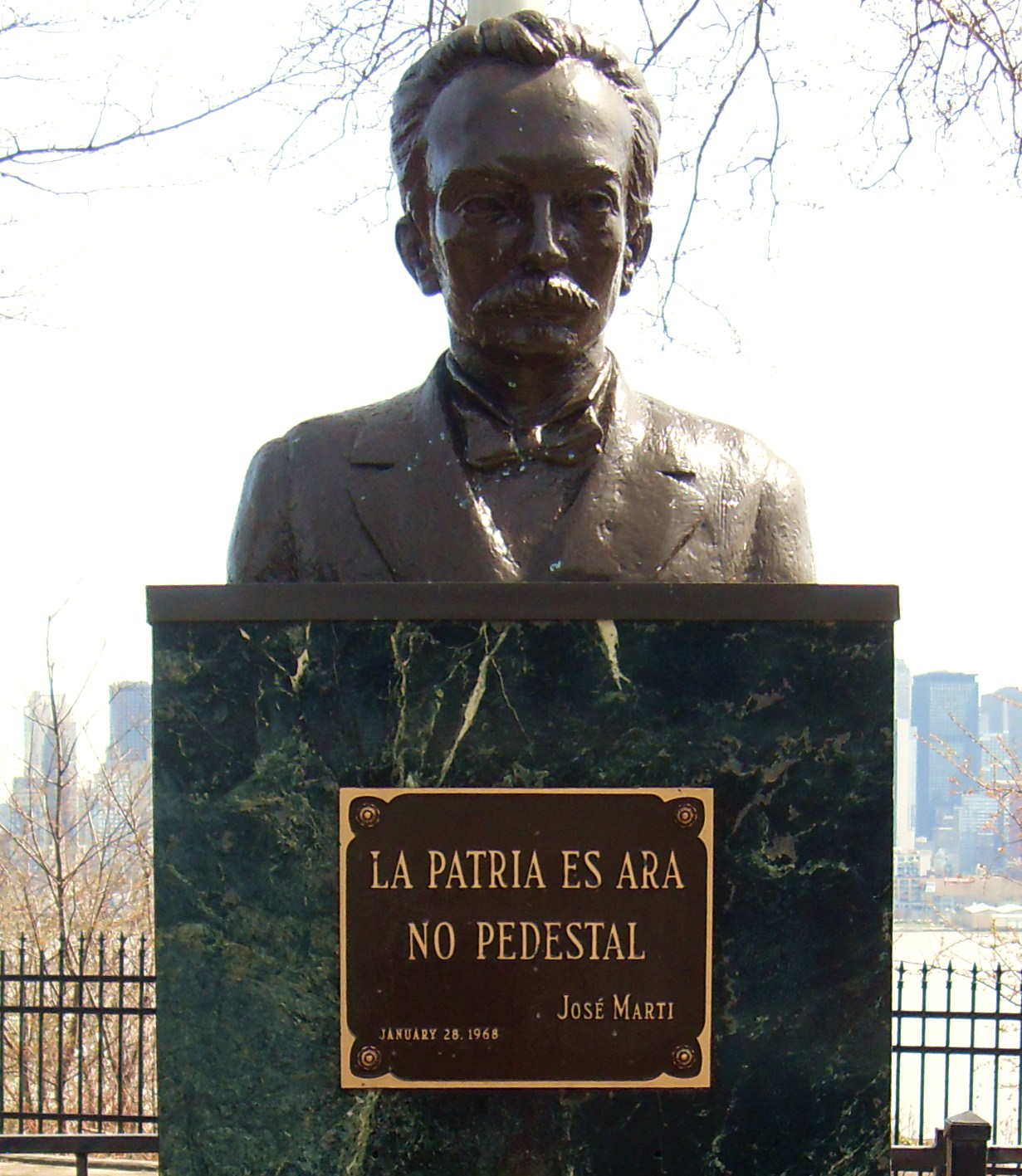
نصب مارتي في غرب نيويورك ، نيوجيرسي.
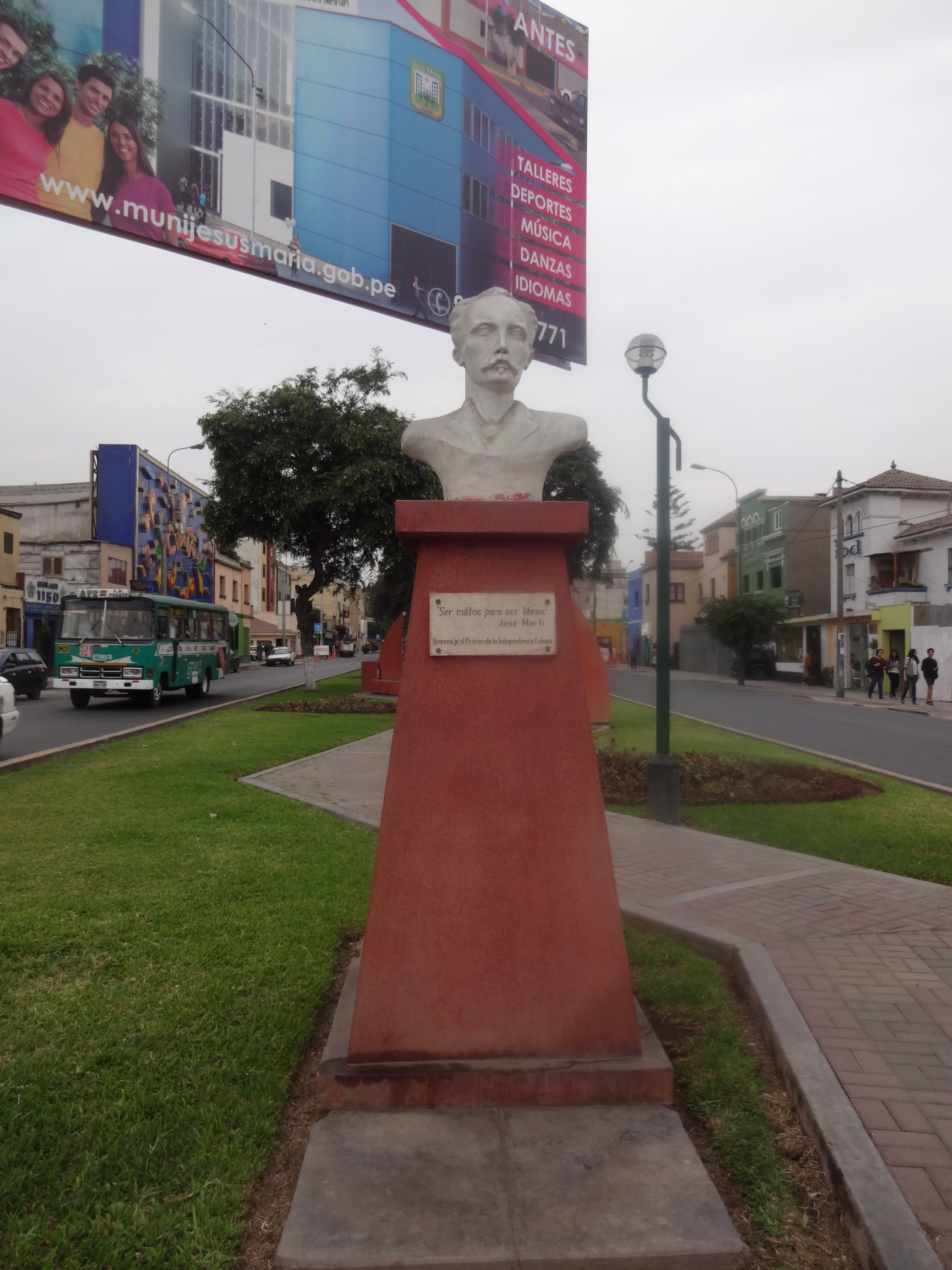
ليما، بيرو
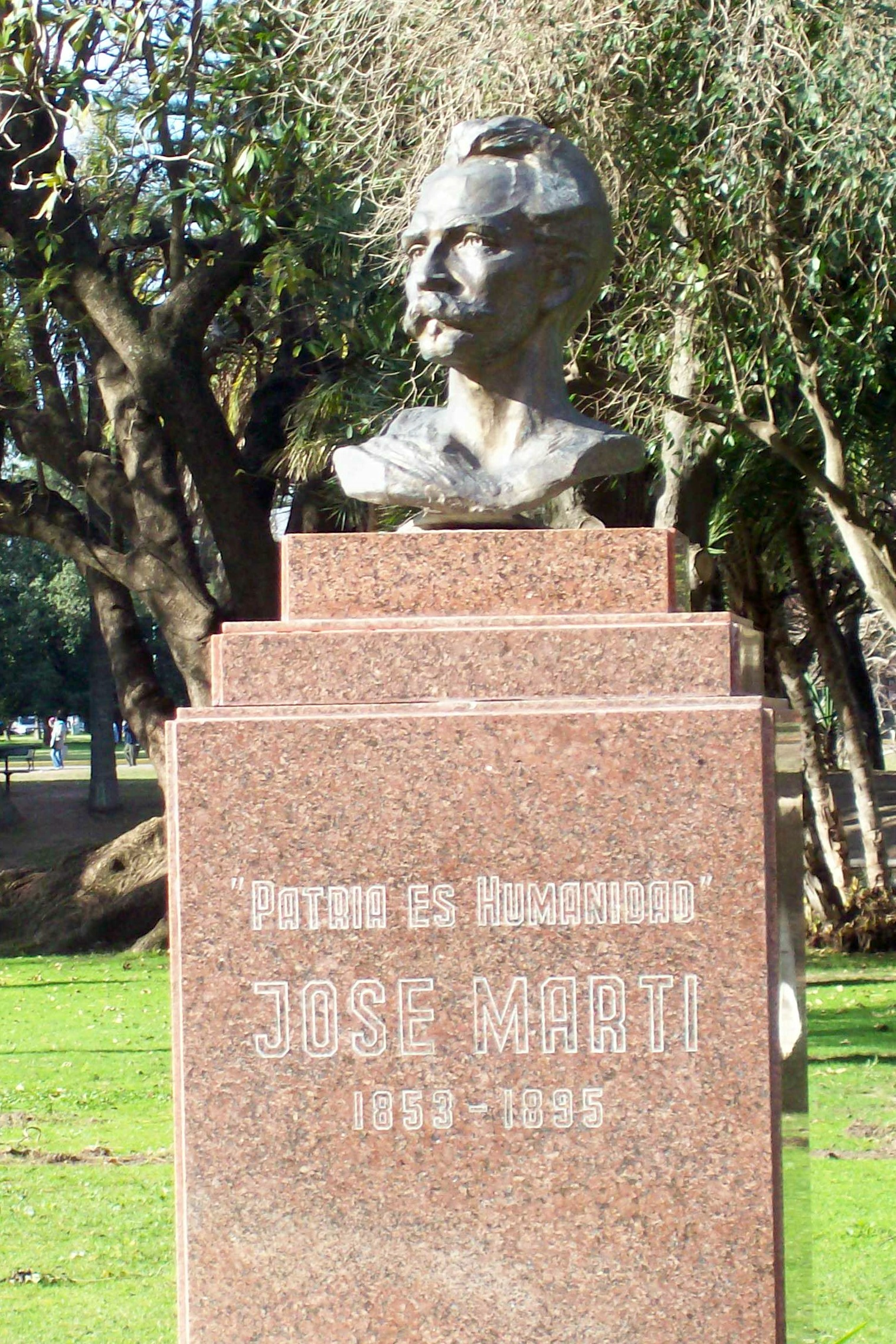
بوينس ايرس
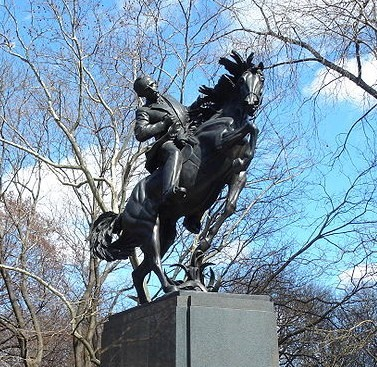
تمثال لخوسيه مارتي يمتطي حصانًا في سنترال بارك بنيويورك
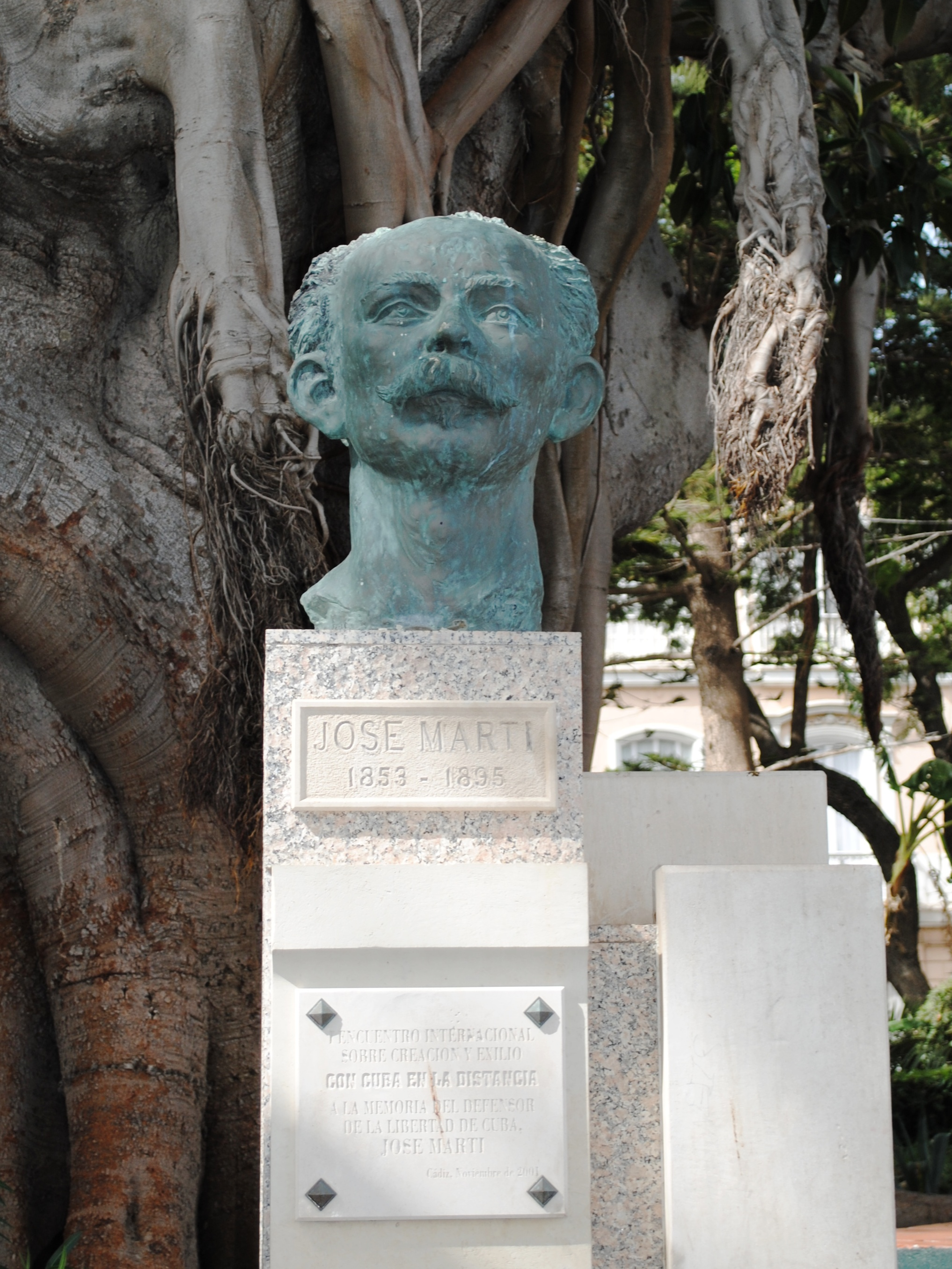
نصب مارتي في قادس ، إسبانيا
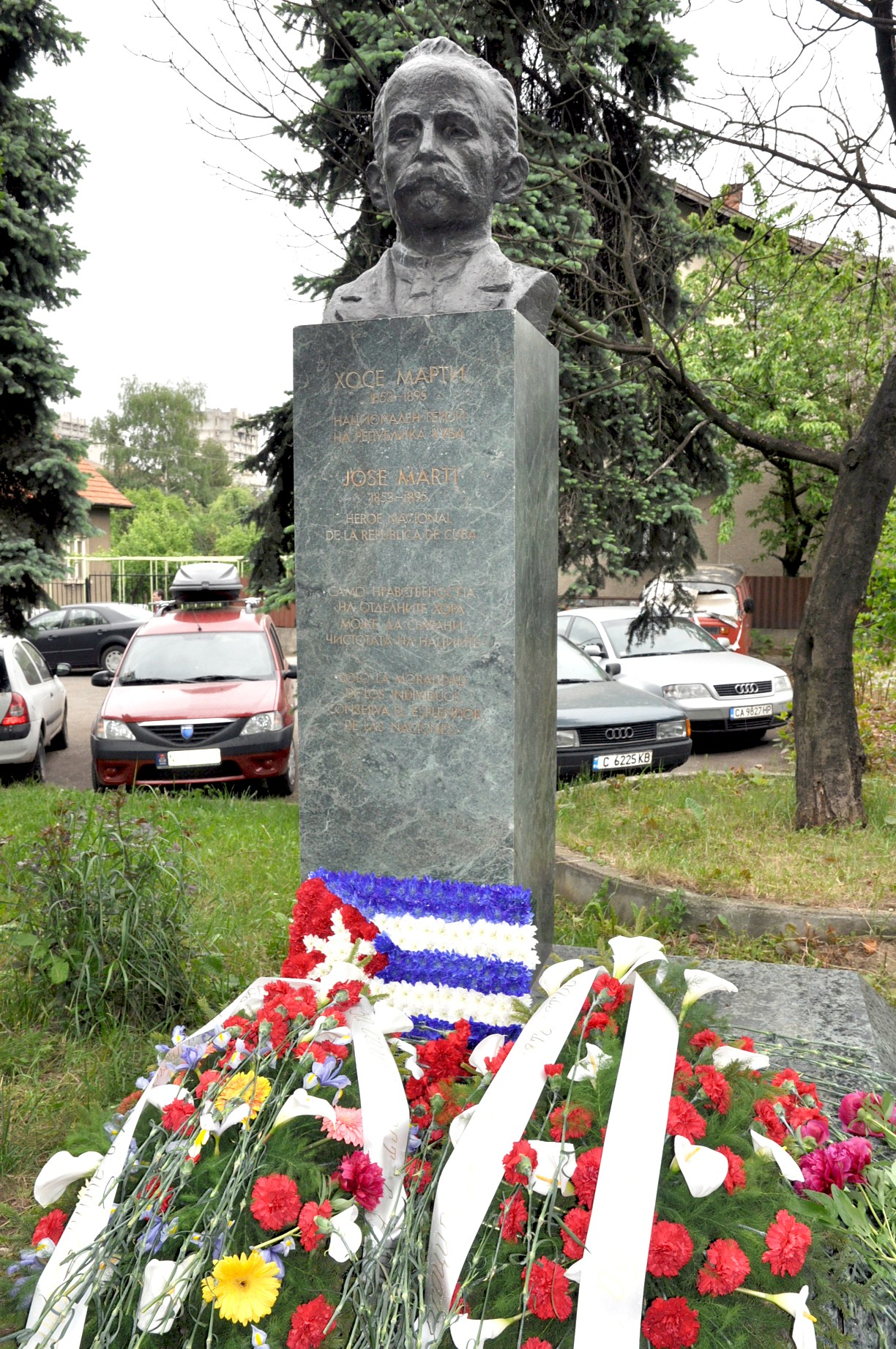
نصب تذكاري لخوسيه مارتي في صوفيا ، بلغاريا
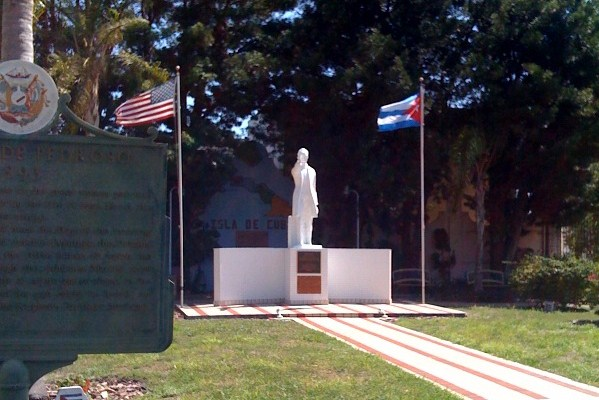
نصب تذكاري لخوسيه مارتي في مدينة يبور (تامبا ، فلوريدا).
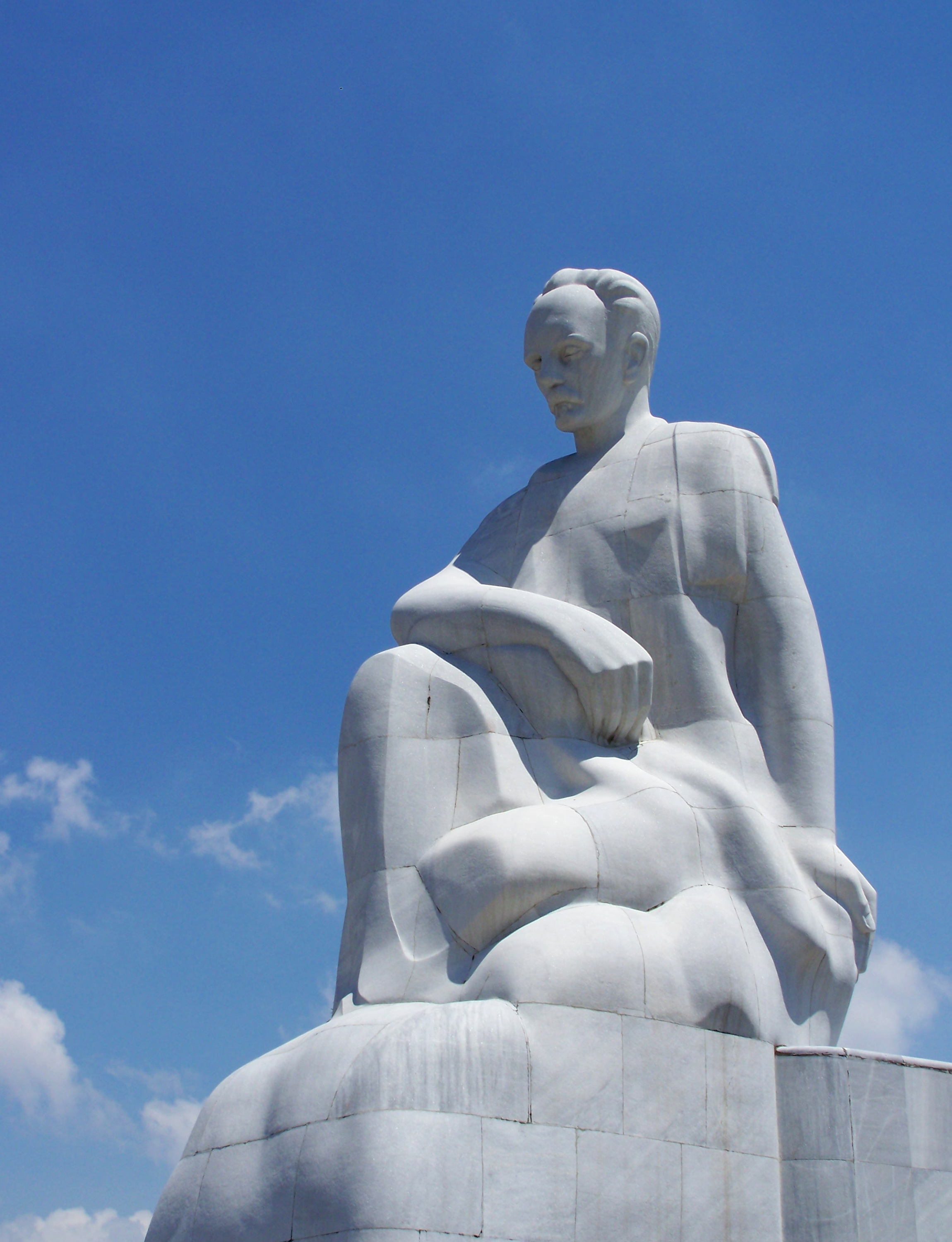
تمثال خوسيه مارتي في هافانا ، كوبا
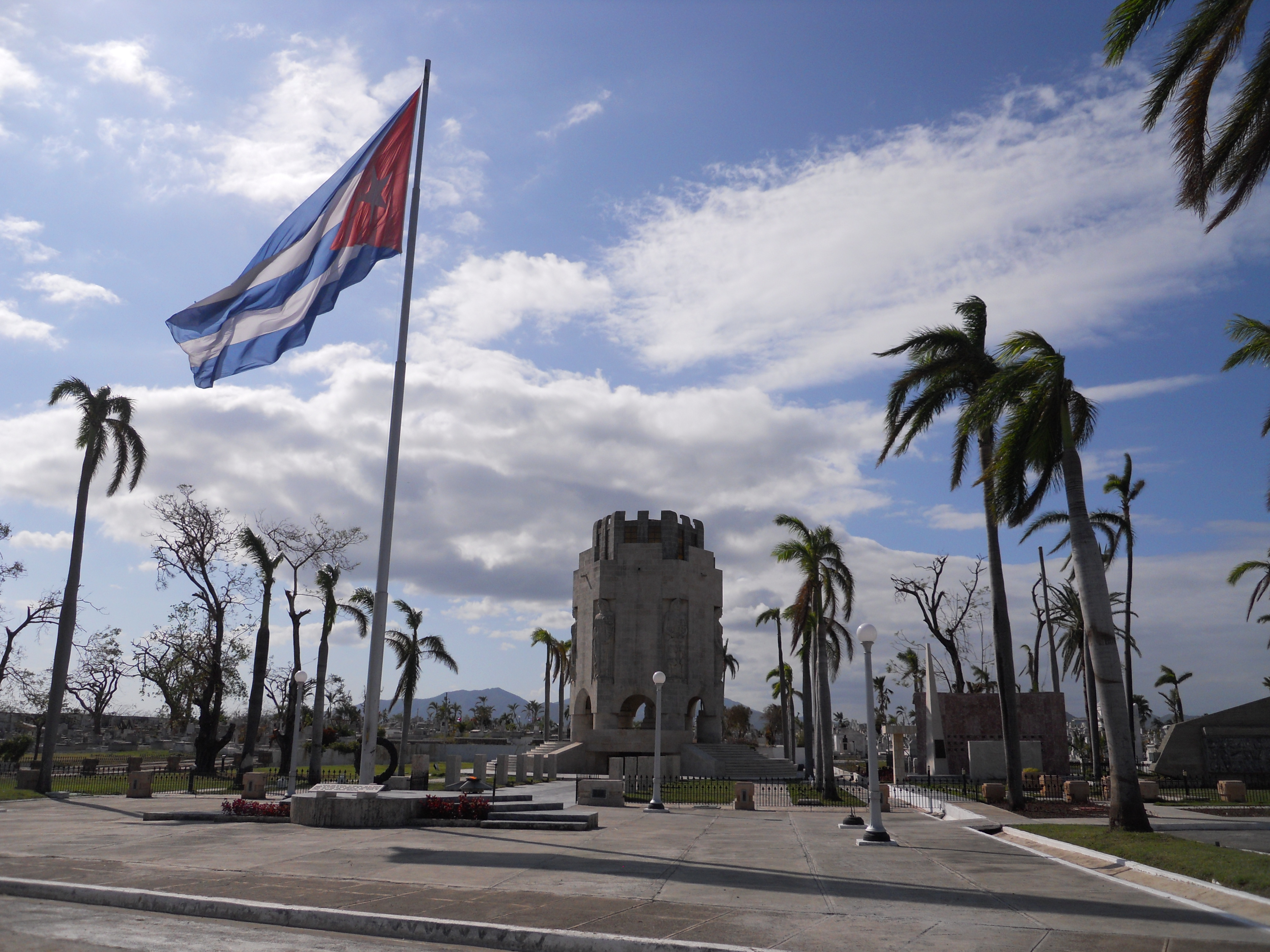
ضريح خوسيه مارتي
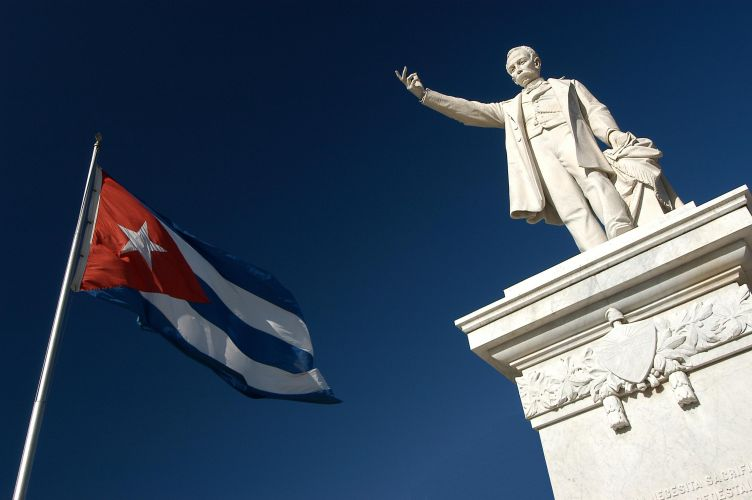
تمثال مارتي في سينفويغوس ، كوبا
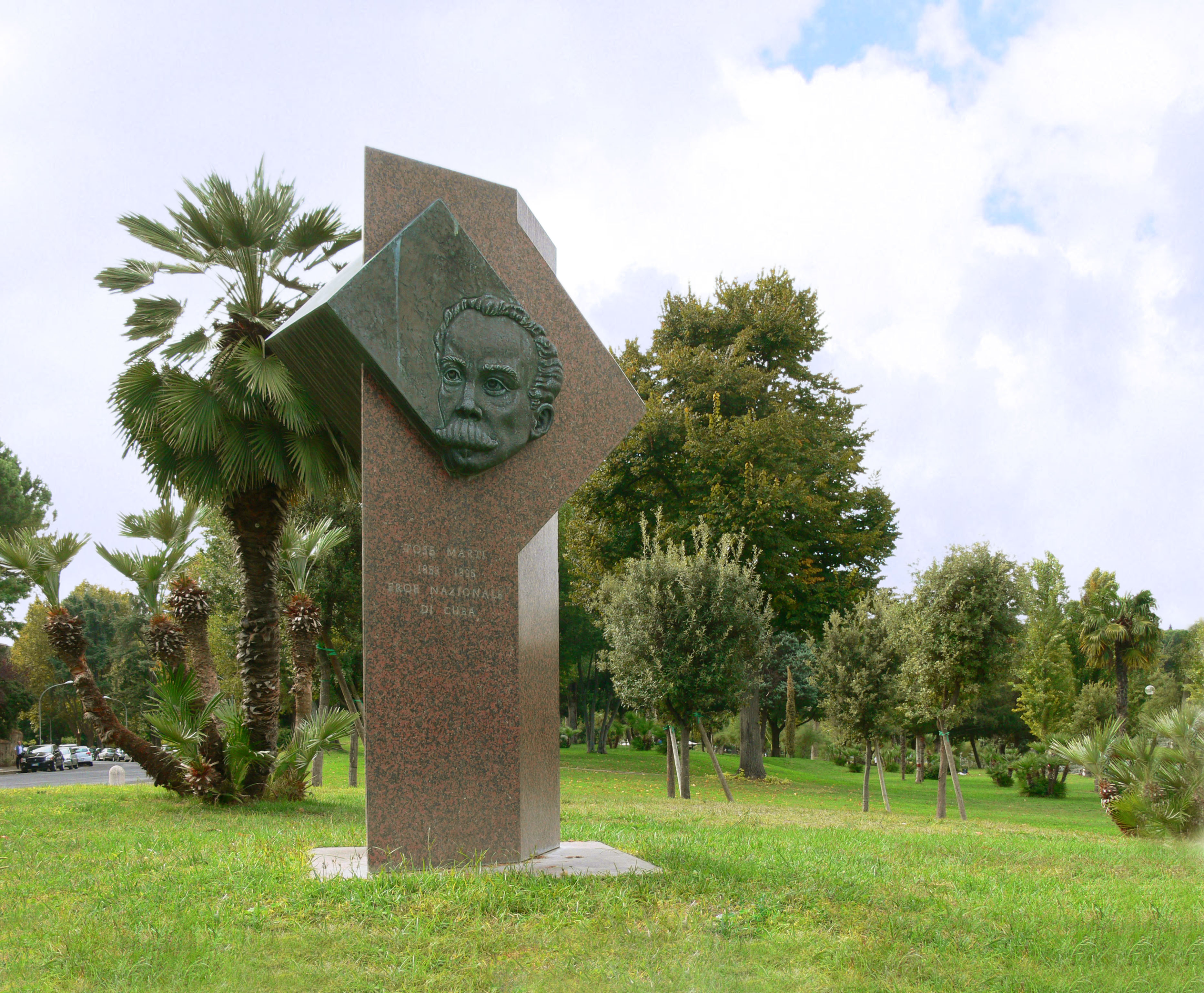
نصب خوسيه مارتي التذكاري في معرض العالمي روما

## روابط خارجية
- خوسيه مارتي على موقع IMDb (الإنجليزية)
- خوسيه مارتي على موقع الموسوعة البريطانية (الإنجليزية)
- خوسيه مارتي على موقع الموسوعة البريطانية (الإنجليزية)
- خوسيه مارتي على موقع ميوزك برينز (الإنجليزية)
- خوسيه مارتي على موقع إن إن دي بي (الإنجليزية)
- خوسيه مارتي على موقع ديسكوغز (الإنجليزية)